# Live at the BBC Vol. 1 - 1973
Live at the BBC Vol. 1 - 1973 è un album dal vivo della rock band inglese Status Quo, registrato nel 1973.

## Il disco
L'incisione riguarda un concerto tenuto dalla band di Francis Rossi al Paris Theatre di Parigi il 01.03.1973 e si snoda tra ruvide cavalcate hard rock e potenti stoccate boogie.
Dopo essere stato disponibile per decenni nel sottobosco del mercato discografico solo in qualità di bootleg, è stato finalmente ristampato su supporto CD ed ottima qualità audio nel 2007.
Inseriti quali bonus tracks gli ultimi tre brani, tratti da sessioni di registrazioni della BBC.

## Tracce
1. Junior's Wailing
2. Someone's Learning
3. In My Chair
4. Railroad
5. Don't Waste My Time
6. Paper Plane
7. Roadhouse Blues
8. Johnny B. Goode
9. Paper Plane (John Peel session 1973)
10. Softer Ride (John Peel session 1973)
11. Don't Waste My Time (John Peel session 1973)

## Formazione
- Francis Rossi (chitarra solista, voce)
- Rick Parfitt (chitarra ritmica, voce)
- Alan Lancaster (basso, voce)
- John Coghlan (percussioni)